# Георгий (Ящуржинский)
Архиепископ Георгий (в миру Гавриил Алексеевич Ящуржинский; 1778 — 1 [13] апреля 1852, Тобольск) — епископ Русской православной церкви, архиепископ Тобольский и Сибирский (1832—1852), епископ Архангельский и Холмогорский (1830—1832), епископ Полтавский (1824—1830).

## Биография
Родился в 1778 году в Подолии в семье священника.
Обучался в базилианском Барском училище, затем в Винницких народных училищах, потом в Киево-Могилянской академии, и, наконец, с 1800 года — в открывшейся Шаргородской (впоследствии — Подольской) семинарии, ещё не окончив которую, был назначен в ней учителем. По окончании семинарии был рукоположён в сан священника и назначен ключарём при Каменецком кафедральном соборе; в 1806 году был назначен учителем Каменецкой семинарии.
В 1810 году был пострижен в монашество и определён префектом Подольской духовной семинарии. В 1813 году возведён в сан архимандрита Каменецкого Троицкого монастыря и назначен ректором Подольской духовной семинарии.
24 августа 1824 года хиротонисан во епископа Полтавского.
Вступление его на кафедру в тогдашнем епархиальном городе Переяславле 16 октября 1824 года было обставлено большой торжественностью: после церковной церемонии была устроена «богатая закуска», во время которой исполнялись концерты семинарским и архиерейским хорами.
С первого дня вступления на архиерейскую кафедру преосвященный Георгий, как любитель церковного пения, задался целью сделать свой хор самым лучшим, и с тех пор улучшение архиерейского хора стало главной его заботой. Всех из духовенства он заставлял учиться петь по нотам и «каждодневно подолгу лично занимался этим делом».
Богослужения преосвященного Георгия отличались торжественностью и продолжительностью. На праздничных утренях он сам читал акафист и подолгу ходил с кадилом по церкви во время «протяжного» пения первого кондака акафиста.
Преосвященный Георгий заботился и о материальном обеспечении своей кафедры. Он организовал продажу восковых свечей в пользу архиерейского дома и прославился как любитель «приносов». «Приносы» производились в очень оригинальной форме. При монастыре, где жил преосвященный, находилась кафедральная лавка, достаточно снабжённая разной бакалеей. Желающий сделать «принос» приобретал что-нибудь непременно в этой лавке, например фунт чаю, сахар, вино и т. п. и отправлялся в «приёмную». Поступивший сюда «принос» возвращался обратно в лавку, опять продавался и снова возвращался.
Преосвященный Георгий ревниво и подчас грубовато оберегал достоинство своего сана и честь духовенства. Одного майора он так распёк за жалобу на приходского священника, что жалобщик, валяясь в ногах с плачем, едва выпросил прощение у владыки.
До обер-прокурора Святейшего Синода князя П. С. Мещерского дошли слухи о «корыстолюбивых действиях» Георгия и о его «необходительном обращении с разными лицами». Хотя определённо слухи эти и не были подтверждены, но Святейший Синод в целях исправления постановил перевести преосвященного в худшую епархию в Архангельск.
С 16 апреля 1830 года — епископ Архангельский и Холмогорский.
Будучи епископом Архангельским, Георгий навлёк на себя недовольство за участие в открытии памятника М. В. Ломоносову 25 июля 1832 года. По этому поводу преосвященный получил замечание Святейшего Синода.
При обер-прокуроре Святейшего Синода графе Н. А. Протасове епископ Георгий несколько поднялся в глазах начальства и вскоре, 30 июня 1845 года был переведён в Тобольск с возведением в сан архиепископа.
В этой епархии он показал себя особенно ревностным в деле обозрения церквей. С большими трудностями и опасностью для жизни путешествовал архиепископ Георгий по тундре, посещая церкви в самых отдалённых от Тобольска селениях. А однажды он чуть было не утонул в Иртыше, проплыв со своей свитой целых пять часов на полузатонувшем пароме.
Скончался 1 (13) апреля 1852 года в Тобольске. Погребён в загородной архиерейской церкви.